# Mogwai
Mogwai je skotská post-rocková hudební skupina pocházející z Glasgow.
V roce 1995 ji založili Stuart Braithwaite a Dominic Aitchison. Za dobu své existence se ve svém hudebním žánru stala jednou z velmi inspirativních a známých skupin. Její skladby jsou instrumentální, založené na kytaře, často soustředěné kolem jednoho tématu.
Mimo jiné ve své hudbě používají kytarovou distorzi a kytarové efekty. Celková nálada skladeb je spíše melancholická s pomalejším tempem, někdy jsou písně delší, okolo osmi minut. Přestože svojí tvorbou na první pohled přímo nezapadají mezi punkové skupiny, je pro ně, podle jejich slov, punkové cítění důležité.
Jméno skupiny znamená v překladu z čínštiny duch a skupina si ho vybrala podle stejnojmenné postavičky z filmu Gremlins. Jméno Mogwai však pro ně podle rozhovorů nemá větší význam a skupina si ho zamýšlela i změnit.

## Diskografie

### Studiová alba
- 1997: Young Team
- 1999: Come on Die Young
- 2001: Rock Action
- 2003: Happy Songs for Happy People
- 2006: Mr.Beast
- 2008: Hawk Is Howling
- 2011: Hardcore Will Never Die, But You Will
- 2014: Rave Tapes
- 2017: Every Country's Sun
- 2021: As the Love Continues
- 2025: The Bad Fire

### Kompilace, remixy a živá alba
- 1997: Ten Rapid
- 1998: Kicking a Dead Pig
- 2000: EP+6
- 2005: Government Commissions:BBC Sessions 1996-2003
- 2010: Special Move